# 西班牙政府發言人
西班牙政府发言人是西班牙政府的高级官员，級別相當於大臣。其職責是向社会通报和传达有關西班牙中央政府的資訊。西班牙政府發言人辦公地點位於蒙克洛亞宮。該職務始於1918年。